# Valérie Fourneyron
Pour les articles homonymes, voir Fourneyron.
Valérie Fourneyron, née Absire le 4 octobre 1959 au Petit-Quevilly (Seine-Maritime), est une médecin et femme politique française, membre du Parti socialiste (PS).
Proche d'Yvon Robert, elle est sa première adjointe à la mairie de Rouen entre 1998 et 2001, puis est députée de la première circonscription de Seine-Maritime à partir de 2007.
À l'issue des élections municipales de 2008, elle devient la première femme maire de Rouen et l'une des rares femmes à diriger une grande ville de France.
Elle est ministre des Sports, de la Jeunesse, de l'Éducation populaire et de la Vie associative dans les deux gouvernements de Jean-Marc Ayrault entre 2012 et 2014. Elle est ensuite brièvement secrétaire d'État au Commerce, à l'Artisanat, à la Consommation et à l'Économie sociale et solidaire dans le premier gouvernement de Manuel Valls en 2014, mais démissionne pour raisons de santé.
Défaite aux élections législatives de 2017, elle se retire de la vie politique, puis est nommée présidente de l'Autorité de contrôle indépendante de l'Agence mondiale antidopage.

## Situation personnelle

### Jeunesse et mariage
Née le 4 octobre 1959, elle est issue d'une famille de tanneurs de la bourgeoisie industrielle rouennaise, les Absire-Sevrey. Grandissant au sein d'une famille catholique traditionnellement de droite, elle en partage les opinions durant son adolescence.
À l'âge de 14 ans, elle est sympathisante de Valéry Giscard d'Estaing et milite en sa faveur durant la campagne présidentielle de 1974. Cet engagement parmi les centristes sera mentionné plus tard par ses adversaires politiques locaux. Ses convictions évoluent vers la gauche dans les années 1980,,.
Elle épouse Philippe Fourneyron, médecin. De ce mariage naissent quatre enfants. L'un de ses fils, Antoine, meurt en décembre 2000 à la suite d'un accident de scooter,,.
Son époux devient maire de Saint-Briac-sur-Mer en 2023,.

### Carrière professionnelle
Généraliste d'après le Conseil national de l'Ordre des médecins, elle a été, de 1984 à 1989, médecin du sport au CHU de Rouen, avant de devenir médecin inspecteur régional jeunesse et sports (MIRJS).
Elle intègre en 1989 le ministère des Sports, où elle est notamment chargée de l’organisation et du suivi de la médecine sportive nationale, ainsi que de la coordination des médecins des équipes de France. Dans le cadre de ses fonctions, Valérie Fourneyron prend également une large part à la rédaction de la loi de 1989 contre le dopage. De 1991 à 1995, elle est médecin directeur du centre régional de médecine sportive de Sotteville-lès-Rouen et médecin de l’équipe de France de volley-ball. Auparavant, elle fut également médecin du Rouen hockey élite 76.

## Parcours politique

### Adjointe d'Yvon Robert
Elle s'engage en politique en 1995 quand Yvon Robert, candidat socialiste à la mairie de Rouen, lui propose de rejoindre sa liste. De 1995 à 2001, Valérie Fourneyron est d’abord adjointe au sport à la mairie de Rouen puis première adjointe d'Yvon Robert, chargée en plus de la politique de la ville, de la santé et de la sécurité. En 1998, elle fait partie du groupe interministériel « médecine du sport et dopage » (rapport remis au gouvernement en novembre 1999) et collabore au groupe de travail chargé d’élaborer la nouvelle législation sur le dopage (loi du 23 mars 2000).
Lors des élections régionales de 1998, elle est élue au conseil régional de Haute-Normandie sur la liste de gauche plurielle menée par Alain Le Vern. À la suite de la victoire de cette liste, elle devient vice-présidente chargée des sports. Elle est réélue en 2004 et conserve son poste de vice-présidente. À la suite de son élection comme députée, elle démissionnera de son mandat le 1er juillet 2007.

### Députée-maire de Rouen

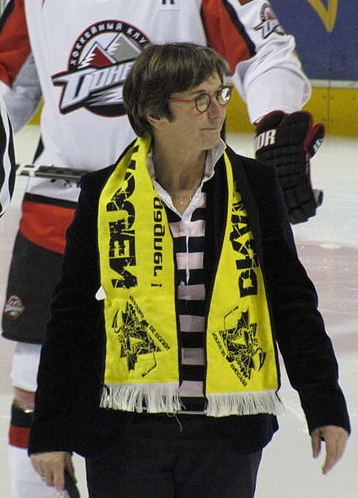
Valérie Fourneyron lors de la Coupe Continentale de hockey le 15 janvier 2012 à Rouen.

Alors qu'elle est investie par le PS pour affronter le député sortant Patrick Herr dans la première circonscription de la Seine-Maritime, ce dernier la bat de justesse au second tour en la devançant de 520 suffrages. À cette occasion, Valérie Fourneyron confie avoir été traitée de « mauvaise mère » par des cadres de la droite locale car elle continuait à faire de la politique malgré la mort accidentelle et récente de l'un de ses fils. Elle avait alors songé à « tout lâcher » mais y a renoncé après avoir été encouragée par ses trois autres enfants,.
Elle est conseillère générale du canton de Rouen-5 depuis les élections cantonales de 2004. À la suite de cette élection, elle démissionne de son mandat d'élue municipale.
De nouveau investie pour les élections législatives de 2007 dans la première circonscription de la Seine-Maritime, elle est cette fois élue députée au second tour avec 55,16 % des voix face au candidat de l'UMP Bruno Devaux. Elle succède ainsi à Patrick Herr, qui ne se représentait pas. À l'Assemblée nationale, elle est vice-présidente du groupe socialiste, radical et citoyen, chargée du sport. Elle en devient l'une des spécialistes et intervient souvent à ce sujet.
En 2008, elle prend la tête d'une liste de coalition de gauche pour l'élection municipale de Rouen qui est élue dès le premier tour avec 55,79 % des voix face à celle du maire sortant Pierre Albertini (38,10 %) le 9 mars. Elle est élue maire par le nouveau conseil municipal le 15 mars suivant. Valérie Fourneyron est alors l'une des rares femmes à diriger une ville de plus de 100 000 habitants. Au sein de l'Association des maires de grandes villes de France (AMGVF), elle est responsable des questions de sport.
Dans la foulée de son élection à la mairie de Rouen, elle refuse de briguer la présidence de la Communauté de l'agglomération rouennaise qui échoit au socialiste Laurent Fabius. Elle en devient néanmoins l'une des vice-présidents.
En juillet 2011, elle intègre l'équipe de campagne de Martine Aubry pour la primaire présidentielle socialiste. Elle y est chargée de la thématique « sport » avec Yohann Diniz ». Quelques mois plus tard, en novembre, le vainqueur de cette primaire, François Hollande, la nomme responsable des sports dans son équipe de campagne pour l'élection présidentielle de 2012.

### Ministre sous François Hollande
Elle devient, le 16 mai 2012, ministre des Sports, de la Jeunesse, de l'Éducation populaire et de la vie associative sous la présidence de François Hollande. Pierre Léautey la remplace en tant que député suppléant. Pour respecter la règle de non-cumul des mandats faisant partie des 60 propositions de campagne de François Hollande, elle laisse sa place à son premier adjoint à la mairie de Rouen, Yvon Robert, le 27 juin 2012.
Le 9 avril 2014, elle est nommée secrétaire d'État chargée du Commerce, de l'Artisanat, de la Consommation et de l'Économie sociale et solidaire dans le gouvernement de Manuel Valls. Du 11 au 18 avril, elle est hospitalisée pour un syndrome méningé à l'hôpital du Val-de-Grâce, ainsi que le 15 mai,. Le 3 juin suivant, elle quitte, pour raison de santé, son poste au gouvernement, où elle est remplacée par Carole Delga.

### Retour à l'Assemblée nationale
En septembre 2014, elle est désignée présidente du comité médical de l'Agence mondiale antidopage. Elle pilote depuis la fin 2016 le groupe pour la préfiguration d'une Autorité de Contrôles Indépendante dans le cadre de l'AMA. Les principes instituant cette Autorité sont posés en mai 2017. En novembre 2015, elle intègre le conseil d'administration de la mutuelle Matmut.
Siégeant au sein de la Commission des affaires étrangères à l'Assemblée nationale, elle y mène de 2015 à 2016 une mission d'information transpartisane avec le député UDI François Rochebloine sur La diplomatie sportive de la France,.
Valérie Fourneyon fait également la promotion de la possibilité pour les patients en affection longue durée d'obtenir la prescription par leur médecin de pratiquer une activité sportive. C'est à l'occasion de la Loi de modernisation du système de santé dite Loi Santé de 2016, que son amendement est adopté ; le dispositif entre en vigueur le 1er mars 2017 après publication du décret nécessaire,.

### Retrait de la vie politique
En octobre 2017, Valérie Fourneyron prend la présidence d'une nouvelle entité mise en place par l'Agence mondiale antidopage, l'Autorité de Contrôle indépendante (ACI). À ce titre, et à la suite de la suspension du comité olympique russe, et donc de la Russie en tant que nation participante aux Jeux olympiques d'hiver de Pyeongchang 2018 en raison du système de dopage d'État mis au jour concernant les Jeux de Sotchi 2014, l'ACI a la charge de déterminer la liste des athlètes russes autorisés à concourir sous drapeau olympique.

## Fonctions et mandats

### Fonctions gouvernementales
- 16 mai 2012 – 31 mars 2014 : ministre des Sports, de la Jeunesse, de l'Éducation populaire et de la Vie associative.
- 9 avril – 3 juin 2014 : secrétaire d'État chargée du Commerce, de l'Artisanat, de la Consommation et de l'Économie sociale et solidaire.

### Mandats parlementaires
- 2007-2012 : députée de la première circonscription de la Seine-Maritime.
- 2014-2017 : députée de la première circonscription de la Seine-Maritime.

### Mandats municipaux
- 1995-2004 : conseillère municipale de Rouen.
- 1995-1998 : adjointe au maire de Rouen chargée des sports.
- 1998-2001 : première adjointe au maire de Rouen.
- 2008-2017 : conseillère municipale de Rouen.
- 2008-2012 : maire de Rouen.

### Mandats intercommunaux
- 2008-2009 : première vice-présidente de la communauté de l'agglomération rouennaise.
- 2010-2012 : première vice-présidente de la communauté d'agglomération Rouen-Elbeuf-Austreberthe.

### Mandats départementaux
- 2004 – 2008 : conseillère générale de Seine-Maritime pour le canton de Rouen-5.

### Mandats régionaux
- 1998-2004 : conseillère régionale de Haute-Normandie.
- 2004-2007 : vice-présidente du conseil régional de Haute-Normandie.

### Autres
- Depuis 2017 : présidente de l'Agence de Contrôles Internationale.

## Résultats électoraux

### Élections municipales
| Année | Nuance | Nuance | Commune | Position      | 1er tour | 1er tour | 1er tour | Sièges  |
| Année | Nuance | Nuance | Commune | Position      | Voix     | %        | Rang     | Sièges  |
| ----- | ------ | ------ | ------- | ------------- | -------- | -------- | -------- | ------- |
| 2008  |        | UG     | Rouen   | Tête de liste | 18 619   | 55,79    | 1re      | 44 / 55 |

### Élections cantonales
| Année | Parti | Parti | Canton  | 1er tour | 1er tour | 1er tour | 2d tour | 2d tour | 2d tour |
| Année | Parti | Parti | Canton  | Voix     | %        | Rang     | Voix    | %       | Issue   |
| ----- | ----- | ----- | ------- | -------- | -------- | -------- | ------- | ------- | ------- |
| 2004  |       | PS    | Rouen-5 | 1 698    | 38,04    | 1re      | 2 742   | 58,08   | Élue    |

### Élections législatives
| Année | Parti  | Parti | Circonscription          | 1er tour | 1er tour | 1er tour | 2d tour | 2d tour | 2d tour |
| Année | Parti  | Parti | Circonscription          | Voix     | %        | Rang     | Voix    | %       | Issue   |
| ----- | ------ | ----- | ------------------------ | -------- | -------- | -------- | ------- | ------- | ------- |
| 2002  |        | PS    | 1re de la Seine-Maritime | 11 432   | 32,47    | 2e       | 16 262  | 49,21   | Battue  |
| 2007  | 12 512 | PS    | 1re de la Seine-Maritime | 35,10    | 2e       | 19 289   | 55,16   | Élue    |         |
| 2012  | 15 235 | PS    | 1re de la Seine-Maritime | 41,50    | 1re      | 19 784   | 57,97   | Élue    |         |
| 2017  | 5 702  | PS    | 1re de la Seine-Maritime | 17,22    | 2e       | 11 000   | 45,32   | Battue  |         |

## Distinction
- Chevalier de la Légion d'honneur (en 2017, au titre de son engagement civique et politique)[35].
- Officier de l'ordre national du Mérite (décret du 29 novembre 2023)[36].
  - Chevalier le 21 février 2002[36]

## Publications
- Le syndrome chronique de la loge tibiale antérieure, Rouen, 1983 (OCLC 490263024)
- Gilles d'Ettore et Valérie Fourneyron (dir.), Assemblée nationale (Gouvernance des fédérations sportives : faire confiance au modèle associatif), Rapport d'information en conclusion des travaux de la mission sur la gouvernance des fédérations sportives, Paris, Assemblée nationale, coll. « 13e législature / Assemblée nationale ; no 4395 », 2012, 86 p., 24 cm (ISBN 9782111314078, OCLC 798386645, BNF 42661942, SUDOC 161941869, lire en ligne)